# Cleitamia excepta
Cleitamia excepta är en tvåvingeart som beskrevs av Malloch 1939. Cleitamia excepta ingår i släktet Cleitamia och familjen bredmunsflugor. Inga underarter finns listade i Catalogue of Life.